# Waldkirchhof Mahlsdorf

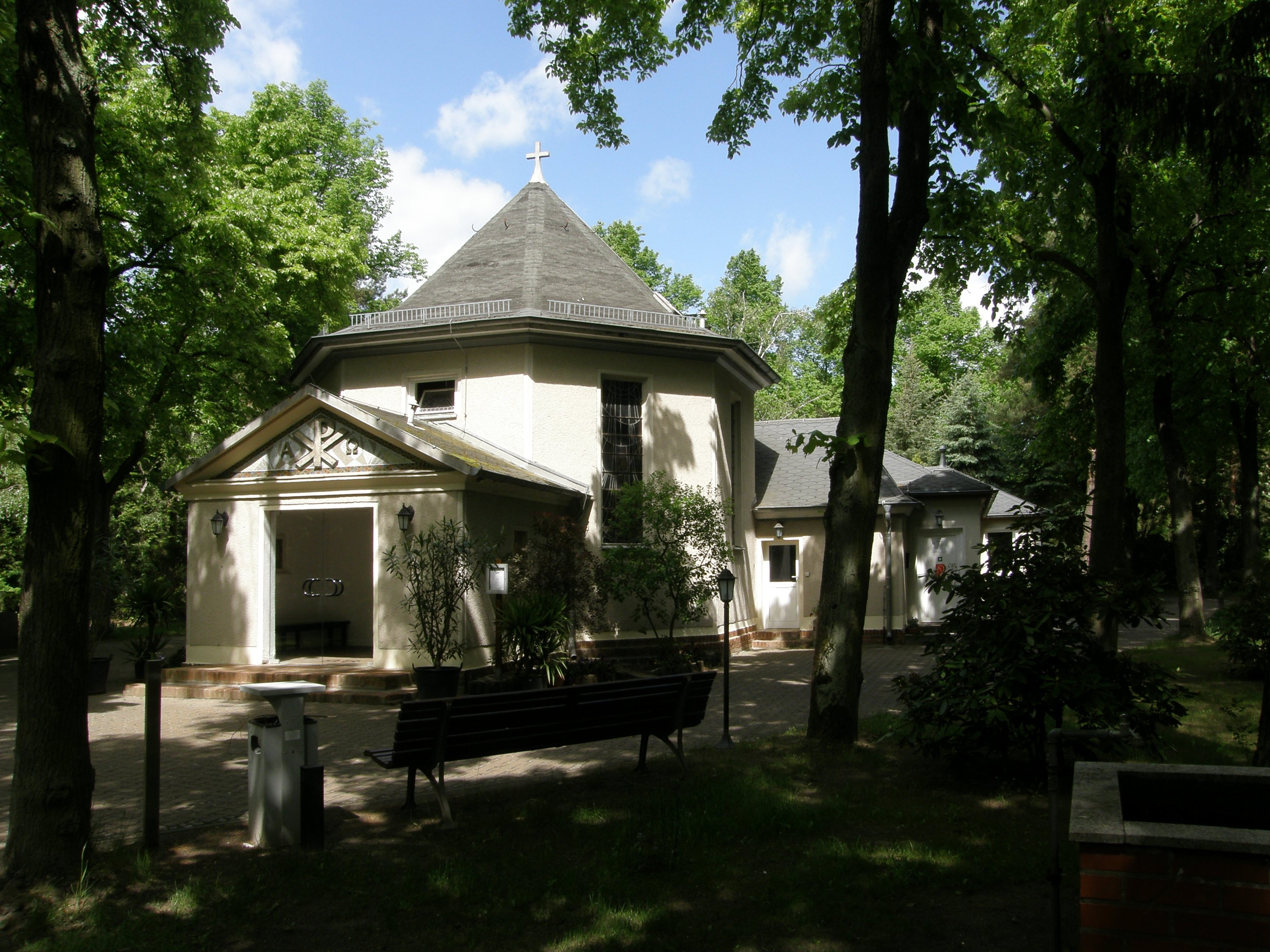
Friedhofskapelle

Der Waldkirchhof Mahlsdorf ist ein Friedhof der Evangelischen Kirchengemeinde Berlin-Mahlsdorf. Er wird vom Evangelischen Friedhofsverband Berlin Süd-Ost verwaltet.

## Lage

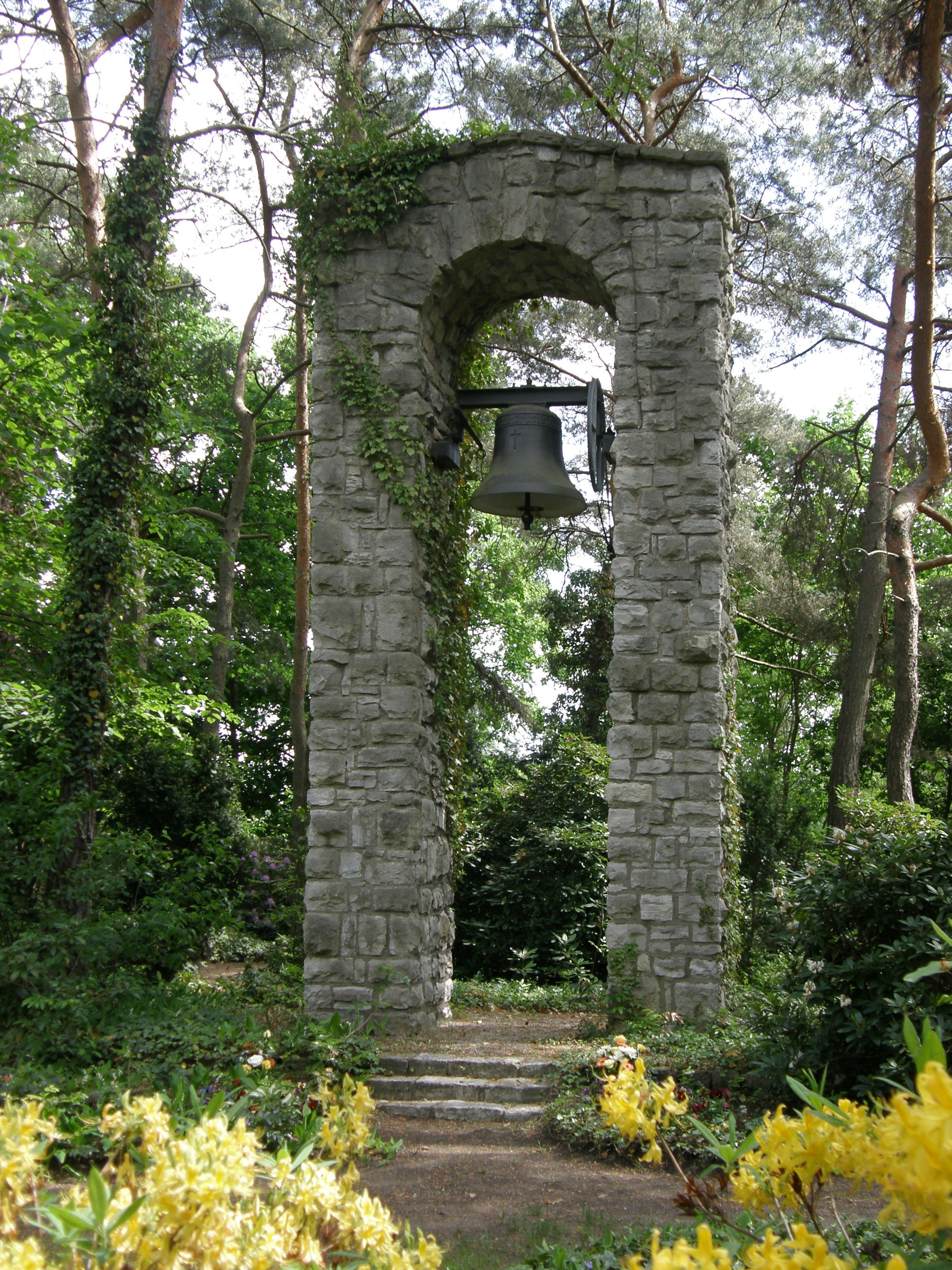
Friedhofsglocke

Die Bezeichnung „Waldkirchhof“ ist auf den Waldcharakter des Geländes mit einem dichten Bestand an Waldkiefern zurückzuführen. Die 2,8 ha große Fläche des Friedhofs mit dem Haupteingang in der Rahnsdorfer Straße 30 liegt ausschließlich auf dem Territorium der brandenburgischen Gemeinde Hoppegarten.

## Geschichte
Aufgrund der Bevölkerungszunahme Mahlsdorfs in den 1920er Jahren reichte der alte Friedhof an der Alten Pfarrkirche nicht mehr aus. Zur Schaffung eines neuen Gemeindefriedhofs schenkte Heinrich von Treskow, der Besitzer des Ritterguts Dahlwitz, der Kirchengemeinde Mahlsdorf das Areal.
Am 18. September 1923 fand die erste Beisetzung statt. Die kleine sechseckige Friedhofskapelle mit Spitzdach wurde 1924 in Dienst genommen. 1933 wurde das Wohn- und Verwaltungsgebäude (damals mit einem massiven Stall) auf dem Gelände fertiggestellt. Kapelle und Verwaltungsgebäude wurden am 24. Dezember 1944 bei einem Bombenangriff schwer beschädigt. 1954 entstand der Glockenturm, die Friedhofsglocke wurde im Juni 1955 eingeweiht.
In der Friedhofskapelle findet einmal im Jahr, jeweils am Vorabend des Totensonntags, ein Konzert statt.

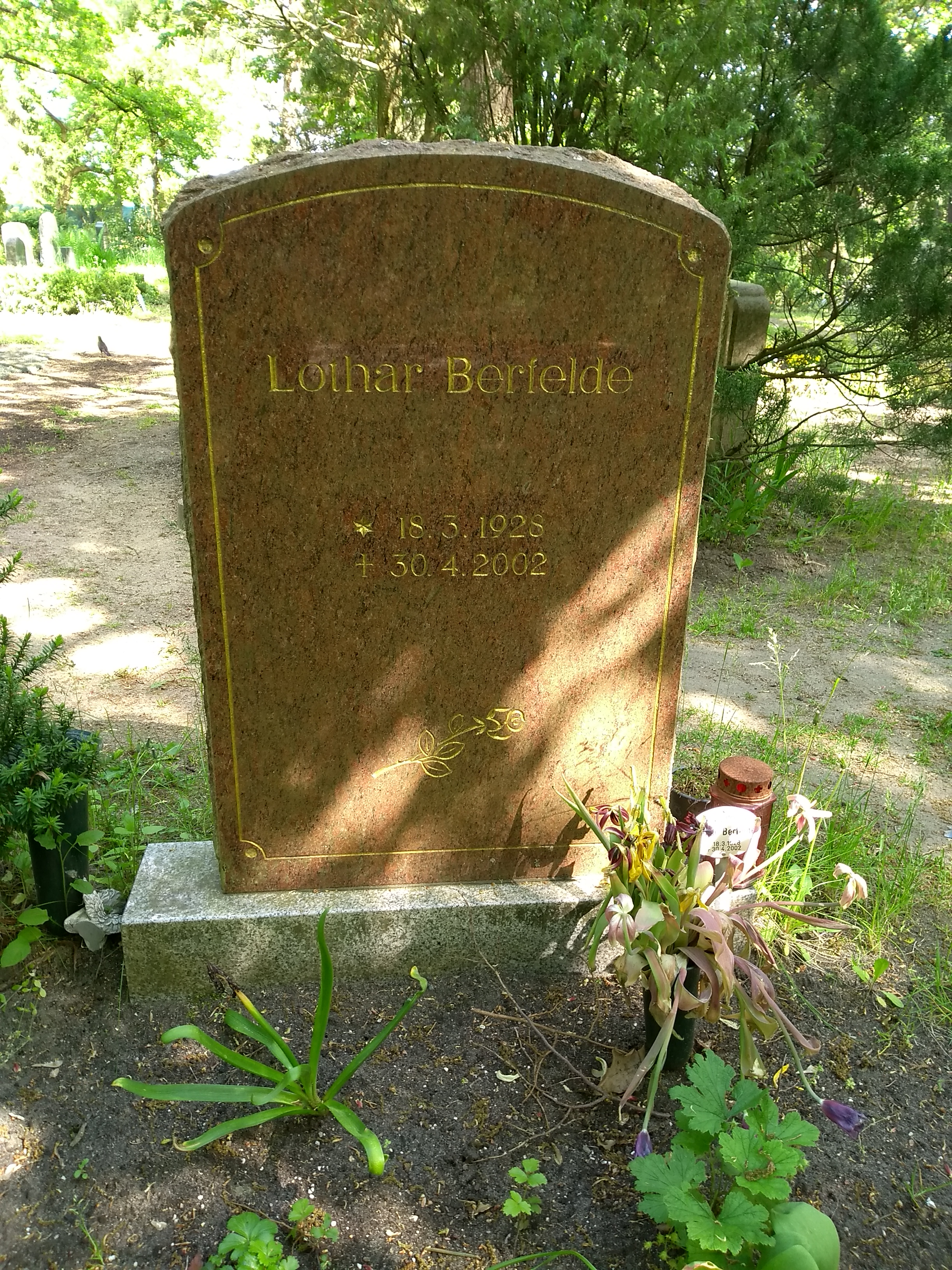
Grab Charlotte von Mahlsdorf

## Bestattete Persönlichkeiten
- Paul Großmann (1865–1939), Ortschronist von Mahlsdorf
- Rudolf Hermann (1887–1962), evangelischer Theologe
- Theophil Rothenberg (1912–2004), Kirchenmusiker
- Lieselotte Remané (1914–2002), Journalistin und Übersetzerin
- Johanna Jura (1923–1994), Bildhauerin und Keramikerin
- Günter Naumann (1925–2009), Schauspieler
- Helmut Koziolek (1927–1997), Wirtschaftswissenschaftler und Hochschullehrer
- Charlotte von Mahlsdorf (1928–2002), Gründerin und langjährige Leiterin des Gründerzeitmuseums Mahlsdorf
- Günther Kehnscherper (1929–2004), evangelischer Theologe und Altertumsforscher
- Klaus Gendries (1930–2023), Regisseur
- Rolf Schleicher (1930–2019), Offizier der NVA
- Reiner Süß (1930–2015), Opernsänger
- Klaus Vonderwerth (1936–2016), Grafiker und Cartoonist
- Siegfried Prößdorf (1939–1998), Mathematiker